# Thelypteris fendleri
Thelypteris fendleri är en kärrbräkenväxtart som först beskrevs av D. C. Eat., och fick sitt nu gällande namn av C. Reed. Thelypteris fendleri ingår i släktet Thelypteris och familjen Thelypteridaceae. Inga underarter finns listade.